# 穆赫塔爾·盧比斯
穆赫塔爾·盧比斯（[moxˈtar luˈbɪs]，1922年3月7日—2004年7月2日）是一位印尼記者和作家，亦是《大印度尼西亞報》的創辦人。著有印尼首部被譯成英文的長篇小說《雅加達的黃昏》。他是印尼建國領袖及首任印尼總統蘇卡諾的反對者，並因此被監禁。 他被描述為一位「在文藝復興時期中出類拔萃的男人」。

## 生平
盧比斯於1922年3月7日在印尼西苏门答腊省巴東出生，其父親為拉亞·班達博丹·盧比斯（Raja Pandapotan Lubis）一名高級公務員。他是家中12個孩子中的第六個。
早於兒童時期，盧比斯已經開始寫作。他寫的儿童文学故事獲報紙刊登。當他還是一個青少年時，他經常長途跋涉進入蘇門答臘的叢林探險，並在後來寫了關於叢林探險的文章。
從高中畢業後，盧比斯便於北苏门答腊省尼亞斯島擔任教師。然而，他於一年後離開了尼亞斯島，並到達雅加達擔任銀行職員。當第二次世界大戰爆發，日本於1942年佔領印尼後，盧比斯開始為日本人工作。其工作主要是為日軍翻譯國際新聞。
於1945年，印尼獨立。之後，盧比斯加入了印尼新聞社安塔拉，並擔任記者。於1947年，他為安塔拉報道了亞洲關係會議。同時，他亦寫了小說《路無盡頭》（Jalan Tak Ada Ujung），並加入了印尼視覺藝術家協會。
於1949年，盧比斯創辦了日報《大印度尼西亞報》，並成為日報的主編。他在《大印度尼西亞報》上多番批評印尼總統蘇卡諾，並因此被被囚禁了無數次。其中最長的一次是被囚禁於东爪哇省茉莉芬，由1957年至1966年。
於1975年2月4日，日本總理田中角荣到訪印尼，並因此引起暴動。盧比斯被指與暴動有關，並因此被逮捕。《大印度尼西亞報》亦在報道政府腐敗後被關閉。盧比斯在沒有得到審訊的情況下被監禁了2個月，並於1975年4月14日獲釋。他在獲釋後指出，其他囚犯亦在沒有得到審訊的情況下被監禁了好幾年，如印尼空軍長官奧馬爾·達尼。
除了《大印度尼西亞報》，盧比斯還創立了不少雜誌和基金會，其中包括於1970的印尼火炬基金會、雜誌《地平線》和印尼綠色基金會。盧比斯也經常直言不諱地談及印尼新聞自由的急切需求。並贏得了「坦誠」的聲譽。於2000年，他獲國際新聞學會列為過去50年的50位世界新聞自由英雄之一。
盧比斯在晚年患了阿兹海默病，並於2004年7月2日病逝，終年82歲。他的遺體被葬於妻子旁邊。有數百人參加了他的葬禮，其中包括記者和作家。

## 個人生活
洛佩茲的妻子是西蒂·哈麗瑪。哈麗瑪死於2001年。他們二人共育有3個子，以及8個孫子。在妻子死後，盧比斯指出自己不會再愛任何女性。
洛佩茲非常喜歡瑜伽，並在監禁期間經常練習。

## 獎項
於1958年，盧比斯與羅伯特·迪克獲頒拉蒙·麦格塞塞奖。拉蒙·麦格塞塞奖是一項每年頒發給亞洲有傑出成就的人士或組織的獎項。
於1967年，盧比斯獲頒自由新闻金笔奖。自由新闻金笔奖旨在表彰「以文字或行動的方式捍衛和促進新聞自由的個人、團體或機構」。

## 作品

### 長篇小說
| 年份   | 標題           | 譯名         | 註釋                               |
| ------ | -------------- | ------------ | ---------------------------------- |
| 1950年 | Tidak Ada Esok | 沒有明天     |                                    |
| 1952年 |                | 路無盡頭     | 獲頒國家諮詢機構文化獎             |
| 1963年 |                | 雅加達的黃昏 | 印尼首部被譯成英文的長篇小說       |
| 1966年 |                | 不毛之地     |                                    |
| 1975年 |                | 虎！虎！     | 獲提名為圖書主頁基金會年度最佳圖書 |
| 1977年 |                | 死亡和愛情   | 獲查亞拉亞基金會頒發獎項           |

### 短篇小說集
| 年份   | 標題  | 譯名 |
| ------ | ----- | ---- |
| 1950年 | [ 1 ] | 美女 |
| 1956年 | [ 1 ] | 女性 |